# ألكسندر جوتليب بومجارتن
ألكسندر جوتليب بومجارتن (17 يوليو 1714 - 27 مايو 1762) (بالألمانية: Alexander Gottlieb Baumgarten) هو عالم جمال وفيلسوف ألماني، وهو تلميذ للايبنتز وفولف. وهو من أدخل مصطلح «علم الجمال» ليصف به الدراسات الإنسانية لتعريف الجميل.

## مؤلفاته
- الإحساس (في مجلدين، الأول عام 1750 والمجلد الثاني 1758).

## روابط خارجية
- ألكسندر جوتليب بومجارتن على موقع الموسوعة البريطانية (الإنجليزية)